# Острова Дьюк-оф-Йорк
Острова Дьюк-оф-Йорк (англ. Duke of York Islands) — архипелаг в Тихом океане. Является территорией государства Папуа — Новая Гвинея. Административно входит в состав провинции Восточная Новая Британия региона Айлендс.

## География
Дьюк-оф-Йорк представляет собой группу низменных островов, являющихся частью архипелага Бисмарка и расположенных в пределах пролива Сент-Джордж, который отделяет острова Новая Британия и Новая Ирландия.
В состав архипелага входят три крупных острова и одиннадцать более мелких островов, общая площадь который составляет около 60 км². Основные острова — Дьюк-оф-Йорк (крупнейший в архипелаге), Кабакон, Керавара, Макада, Миоко и Улу.
Острова находятся в сейсмически активной зоне, где две тектонические плиты накладываются друг на друга. Поэтому в этом районе часто случаются землетрясения, вулканические извержения и цунами. В последние годы особую угрозу для местных поселений представляет повышение уровня Мирового океана. С начала 2000 года ведётся переселение островитян на острова Новая Британия и Новая Ирландия.

## История
Европейским первооткрывателем островов является британский путешественник Филип Картерет, открывший архипелаг в 1767 году. Он назвал острова в честь принца Эдуарда, герцога Йоркского, который был сыном Фредерика, принца Уэльского. В 1870-х годах на островах была открыта торговая станция, а в 1880 году — первая в Новой Гвинее христианская миссия методистов. В 1902 году германские колонисты в количестве 30 человек во главе с Августом Энгельгардтом (нем. August Engelhardt) основали на острове Кабакон колонию нудистов.
В 1884 году острова Дьюк-оф-Йорк под названием Новый Лауэнбург (нем. Neulauenburg) стали частью германского протектората в Океании, а в 1914 году они были оккупированы австралийцами. С 1921 года острова находились в управлении Австралии в качестве мандата Лиги наций, а после Второй мировой войны — ООН. С 1975 года острова Дьюк-оф-Йорк является частью независимого государства Папуа — Новая Гвинея.